# Clasificación al Campeonato Europeo Sub-17 de la UEFA 2026
La Clasificación al Campeonato Europeo Sub-17 de la UEFA 2026 es un torneo juvenil de fútbol que determina a los equipos clasificados al  Campeonato Europeo Sub-17 de la UEFA 2026 a realizarse en  Estonia.
La clasificación consta de una Ronda 1 que se juega de octubre a noviembre de 2024, seguida de una Ronda 2 que se juega en la primavera de 2026.
Los jugadores nacidos a partir del 1 de enero de 2009 eran elegibles para participar.
Rusia fue excluida del torneo debido a la invasión en curso que afecta a Ucrania.

## Formato
La competición clasificatoria consta de las dos rondas siguientes:
- Ronda 1: 54 equipos fueron divididos en 14 grupos. Cada grupo se jugará en un formato de todos contra todos contra uno de los equipos seleccionados como anfitriones después del sorteo. Los dos mejores equipos de cada grupo avanzan a la Ronda 2 de la Liga A; los otros equipos jugarán en la Ronda 2 de la Liga B.
- La ronda 2:
  - Liga A: 28 equipos se dividirán en 7 grupos de cuatro. Los ganadores de cada grupo se clasificarán para el torneo final. Si Estonia está entre los siete equipos clasificados, también se clasificará el mejor segundo clasificado.
  - Liga B: 26 equipos competirán por el ascenso a la Liga A de la clasificación de la próxima temporada.[1]

### Sorteo
El sorteo de la ronda 1 se celebró el 5 de diciembre de 2024, en la sede de la UEFA en Nyon, Suiza.

### Ronda 1
Los equipos fueron clasificados según sus resultados en la Ronda 1 del campeonato UEFA Sub-17 2024/25: 
Cada grupo está compuesto por un equipo del Bombo A, un equipo del Bombo B, un equipo del Bombo C y 12 grupos por un equipo del Bombo D. Según las decisiones del Panel de Emergencia de la UEFA, las siguientes parejas de equipos no pudieron ser sorteadas en el mismo grupo: España y Gibraltar, Bielorrusia y Ucrania, Kosovo y Serbia. Debido a la situación actual, Ucrania, Israel y Bielorrusia no pueden albergar torneos en su territorio y, por lo tanto, quedarían excluidas del sorteo.

### Grupo 1
País anfitrión: 
| Equipo     | Pts | PJ | PG | PE | PP | GF | GC | Dif | Situación      |
| ---------- | --- | -- | -- | -- | -- | -- | -- | --- | -------------- |
| Italia     | 0   | 0  | 0  | 0  | 0  | 0  | 0  | 0   | Ronda 2 Liga A |
| Ucrania    | 0   | 0  | 0  | 0  | 0  | 0  | 0  | 0   | Ronda 2 Liga A |
| Montenegro | 0   | 0  | 0  | 0  | 0  | 0  | 0  | 0   | Ronda 2 Liga B |
| Estonia    | 0   | 0  | 0  | 0  | 0  | 0  | 0  | 0   | Ronda 2 Liga B |

| 1 de octubre de 2025 | Italia | vs.     | Estonia |                  |                  |
|                      |        | Reporte |         | Árbitro(s): [[]] | Árbitro(s): [[]] |

| 1 de octubre de 2025 | Montenegro | vs.     | Ucrania |                  |                  |
|                      |            | Reporte |         | Árbitro(s): [[]] | Árbitro(s): [[]] |

| 4 de octubre de 2025 | Italia | vs.     | Montenegro |                  |                  |
|                      |        | Reporte |            | Árbitro(s): [[]] | Árbitro(s): [[]] |

| 4 de octubre de 2025 | Ucrania | vs.     | Estonia |                  |                  |
|                      |         | Reporte |         | Árbitro(s): [[]] | Árbitro(s): [[]] |

| 7 de octubre de 2025 | Ucrania | vs.     | Italia |                  |                  |
|                      |         | Reporte |        | Árbitro(s): [[]] | Árbitro(s): [[]] |

| 7 de octubre de 2025 | Estonia | vs.     | Montenegro |                  |                  |
|                      |         | Reporte |            | Árbitro(s): [[]] | Árbitro(s): [[]] |

### Grupo 2
País anfitrión: 
| Equipo              | Pts | PJ | PG | PE | PP | GF | GC | Dif | Situación      |
| ------------------- | --- | -- | -- | -- | -- | -- | -- | --- | -------------- |
| República Checa     | 0   | 0  | 0  | 0  | 0  | 0  | 0  | 0   | Ronda 2 Liga A |
| Hungría             | 0   | 0  | 0  | 0  | 0  | 0  | 0  | 0   | Ronda 2 Liga A |
| Macedonia del Norte | 0   | 0  | 0  | 0  | 0  | 0  | 0  | 0   | Ronda 2 Liga B |
| Gibraltar           | 0   | 0  | 0  | 0  | 0  | 0  | 0  | 0   | Ronda 2 Liga B |

| 8 de octubre de 2025 | República Checa | vs.     | Gibraltar |                  |                  |
|                      |                 | Reporte |           | Árbitro(s): [[]] | Árbitro(s): [[]] |

| 8 de octubre de 2025 | Macedonia del Norte | vs.     | Hungría |                  |                  |
|                      |                     | Reporte |         | Árbitro(s): [[]] | Árbitro(s): [[]] |

| 11 de octubre de 2025 | República Checa | vs.     | Macedonia del Norte |                  |                  |
|                       |                 | Reporte |                     | Árbitro(s): [[]] | Árbitro(s): [[]] |

| 11 de octubre de 2025 | Hungría | vs.     | Gibraltar |                  |                  |
|                       |         | Reporte |           | Árbitro(s): [[]] | Árbitro(s): [[]] |

| 14 de octubre de 2025 | Hungría | vs.     | República Checa |                  |                  |
|                       |         | Reporte |                 | Árbitro(s): [[]] | Árbitro(s): [[]] |

| 14 de octubre de 2025 | Gibraltar | vs.     | Macedonia del Norte |                  |                  |
|                       |           | Reporte |                     | Árbitro(s): [[]] | Árbitro(s): [[]] |

### Grupo 3
País anfitrión: 
| Equipo     | Pts | PJ | PG | PE | PP | GF | GC | Dif | Situación      |
| ---------- | --- | -- | -- | -- | -- | -- | -- | --- | -------------- |
| Inglaterra | 0   | 0  | 0  | 0  | 0  | 0  | 0  | 0   | Ronda 2 Liga A |
| Suecia     | 0   | 0  | 0  | 0  | 0  | 0  | 0  | 0   | Ronda 2 Liga A |
| Lituania   | 0   | 0  | 0  | 0  | 0  | 0  | 0  | 0   | Ronda 2 Liga B |
| Escocia    | 0   | 0  | 0  | 0  | 0  | 0  | 0  | 0   | Ronda 2 Liga B |

| 28 de octubre de 2025 | Inglaterra | vs.     | Escocia |                  |                  |
|                       |            | Reporte |         | Árbitro(s): [[]] | Árbitro(s): [[]] |

| 28 de octubre de 2025 | Lituania | vs.     | Suecia |                  |                  |
|                       |          | Reporte |        | Árbitro(s): [[]] | Árbitro(s): [[]] |

| 31 de octubre de 2025 | Inglaterra | vs.     | Lituania |                  |                  |
|                       |            | Reporte |          | Árbitro(s): [[]] | Árbitro(s): [[]] |

| 31 de octubre de 2025 | Suecia | vs.     | Escocia |                  |                  |
|                       |        | Reporte |         | Árbitro(s): [[]] | Árbitro(s): [[]] |

| 3 de noviembre de 2025 | Suecia | vs.     | Inglaterra |                  |                  |
|                        |        | Reporte |            | Árbitro(s): [[]] | Árbitro(s): [[]] |

| 3 de noviembre de 2025 | Escocia | vs.     | Lituania |                  |                  |
|                        |         | Reporte |          | Árbitro(s): [[]] | Árbitro(s): [[]] |

### Grupo 4
País anfitrión: 
| Equipo    | Pts | PJ | PG | PE | PP | GF | GC | Dif | Situación      |
| --------- | --- | -- | -- | -- | -- | -- | -- | --- | -------------- |
| España    | 0   | 0  | 0  | 0  | 0  | 0  | 0  | 0   | Ronda 2 Liga A |
| Dinamarca | 0   | 0  | 0  | 0  | 0  | 0  | 0  | 0   | Ronda 2 Liga A |
| Letonia   | 0   | 0  | 0  | 0  | 0  | 0  | 0  | 0   | Ronda 2 Liga B |
| Andorra   | 0   | 0  | 0  | 0  | 0  | 0  | 0  | 0   | Ronda 2 Liga B |

| 8 de octubre de 2025 | España | vs.     | Andorra |                  |                  |
|                      |        | Reporte |         | Árbitro(s): [[]] | Árbitro(s): [[]] |

| 8 de octubre de 2025 | Letonia | vs.     | Dinamarca |                  |                  |
|                      |         | Reporte |           | Árbitro(s): [[]] | Árbitro(s): [[]] |

| 11 de octubre de 2025 | España | vs.     | Letonia |                  |                  |
|                       |        | Reporte |         | Árbitro(s): [[]] | Árbitro(s): [[]] |

| 11 de octubre de 2025 | Dinamarca | vs.     | Andorra |                  |                  |
|                       |           | Reporte |         | Árbitro(s): [[]] | Árbitro(s): [[]] |

| 14 de octubre de 2025 | Dinamarca | vs.     | España |                  |                  |
|                       |           | Reporte |        | Árbitro(s): [[]] | Árbitro(s): [[]] |

| 14 de octubre de 2025 | Andorra | vs.     | Letonia |                  |                  |
|                       |         | Reporte |         | Árbitro(s): [[]] | Árbitro(s): [[]] |

### Grupo 5
País anfitrión: 
| Equipo      | Pts | PJ | PG | PE | PP | GF | GC | Dif | Situación      |
| ----------- | --- | -- | -- | -- | -- | -- | -- | --- | -------------- |
| Bélgica     | 0   | 0  | 0  | 0  | 0  | 0  | 0  | 0   | Ronda 2 Liga A |
| Noruega     | 0   | 0  | 0  | 0  | 0  | 0  | 0  | 0   | Ronda 2 Liga A |
| Bielorrusia | 0   | 0  | 0  | 0  | 0  | 0  | 0  | 0   | Ronda 2 Liga B |
| Moldavia    | 0   | 0  | 0  | 0  | 0  | 0  | 0  | 0   | Ronda 2 Liga B |

| 8 de octubre de 2025 | Bélgica | vs.     | Moldavia |                  |                  |
|                      |         | Reporte |          | Árbitro(s): [[]] | Árbitro(s): [[]] |

| 8 de octubre de 2025 | Bielorrusia | vs.     | Noruega |                  |                  |
|                      |             | Reporte |         | Árbitro(s): [[]] | Árbitro(s): [[]] |

| 11 de octubre de 2025 | Bélgica | vs.     | Bielorrusia |                  |                  |
|                       |         | Reporte |             | Árbitro(s): [[]] | Árbitro(s): [[]] |

| 11 de octubre de 2025 | Noruega | vs.     | Moldavia |                  |                  |
|                       |         | Reporte |          | Árbitro(s): [[]] | Árbitro(s): [[]] |

| 14 de octubre de 2025 | Noruega | vs.     | Bélgica |                  |                  |
|                       |         | Reporte |         | Árbitro(s): [[]] | Árbitro(s): [[]] |

| 14 de octubre de 2025 | Moldavia | vs.     | Bielorrusia |                  |                  |
|                       |          | Reporte |             | Árbitro(s): [[]] | Árbitro(s): [[]] |

### Grupo 6
País anfitrión: 
| Equipo      | Pts | PJ | PG | PE | PP | GF | GC | Dif | Situación      |
| ----------- | --- | -- | -- | -- | -- | -- | -- | --- | -------------- |
| Austria     | 0   | 0  | 0  | 0  | 0  | 0  | 0  | 0   | Ronda 2 Liga A |
| Irlanda     | 0   | 0  | 0  | 0  | 0  | 0  | 0  | 0   | Ronda 2 Liga A |
| Kosovo      | 0   | 0  | 0  | 0  | 0  | 0  | 0  | 0   | Ronda 2 Liga B |
| Islas Feroe | 0   | 0  | 0  | 0  | 0  | 0  | 0  | 0   | Ronda 2 Liga B |

| 8 de octubre de 2025 | Austria | vs.     | Islas Feroe |                  |                  |
|                      |         | Reporte |             | Árbitro(s): [[]] | Árbitro(s): [[]] |

| 8 de octubre de 2025 | Kosovo | vs.     | Irlanda |                  |                  |
|                      |        | Reporte |         | Árbitro(s): [[]] | Árbitro(s): [[]] |

| 11 de octubre de 2025 | Austria | vs.     | Kosovo |                  |                  |
|                       |         | Reporte |        | Árbitro(s): [[]] | Árbitro(s): [[]] |

| 11 de octubre de 2025 | Irlanda | vs.     | Islas Feroe |                  |                  |
|                       |         | Reporte |             | Árbitro(s): [[]] | Árbitro(s): [[]] |

| 14 de octubre de 2025 | Islas Feroe | vs.     | Kosovo |                  |                  |
|                       |             | Reporte |        | Árbitro(s): [[]] | Árbitro(s): [[]] |

| 14 de octubre de 2025 | Irlanda | vs.     | Austria |                  |                  |
|                       |         | Reporte |         | Árbitro(s): [[]] | Árbitro(s): [[]] |

### Grupo 7
País anfitrión: 
| Equipo               | Pts | PJ | PG | PE | PP | GF | GC | Dif | Situación      |
| -------------------- | --- | -- | -- | -- | -- | -- | -- | --- | -------------- |
| Serbia               | 0   | 0  | 0  | 0  | 0  | 0  | 0  | 0   | Ronda 2 Liga A |
| Turquía              | 0   | 0  | 0  | 0  | 0  | 0  | 0  | 0   | Ronda 2 Liga A |
| Bosnia y Herzegovina | 0   | 0  | 0  | 0  | 0  | 0  | 0  | 0   | Ronda 2 Liga B |
| Malta                | 0   | 0  | 0  | 0  | 0  | 0  | 0  | 0   | Ronda 2 Liga B |

| 11 de noviembre de 2025 | Serbia | vs.     | Malta |                  |                  |
|                         |        | Reporte |       | Árbitro(s): [[]] | Árbitro(s): [[]] |

| 11 de noviembre de 2025 | Bosnia y Herzegovina | vs.     | Turquía |                  |                  |
|                         |                      | Reporte |         | Árbitro(s): [[]] | Árbitro(s): [[]] |

| 14 de noviembre de 2025 | Serbia | vs.     | Bosnia y Herzegovina |                  |                  |
|                         |        | Reporte |                      | Árbitro(s): [[]] | Árbitro(s): [[]] |

| 14 de noviembre de 2025 | Turquía | vs.     | Malta |                  |                  |
|                         |         | Reporte |       | Árbitro(s): [[]] | Árbitro(s): [[]] |

| 17 de noviembre de 2025 | Turquía | vs.     | Serbia |                  |                  |
|                         |         | Reporte |        | Árbitro(s): [[]] | Árbitro(s): [[]] |

| 17 de noviembre de 2025 | Malta | vs.     | Bosnia y Herzegovina |                  |                  |
|                         |       | Reporte |                      | Árbitro(s): [[]] | Árbitro(s): [[]] |

### Grupo 8
País anfitrión: 
| Equipo       | Pts | PJ | PG | PE | PP | GF | GC | Dif | Situación      |
| ------------ | --- | -- | -- | -- | -- | -- | -- | --- | -------------- |
| Croacia      | 0   | 0  | 0  | 0  | 0  | 0  | 0  | 0   | Ronda 2 Liga A |
| Países Bajos | 0   | 0  | 0  | 0  | 0  | 0  | 0  | 0   | Ronda 2 Liga A |
| Albania      | 0   | 0  | 0  | 0  | 0  | 0  | 0  | 0   | Ronda 2 Liga B |
| Kazajistán   | 0   | 0  | 0  | 0  | 0  | 0  | 0  | 0   | Ronda 2 Liga B |

| 11 de noviembre de 2025 | Croacia | vs.     | Kazajistán |                  |                  |
|                         |         | Reporte |            | Árbitro(s): [[]] | Árbitro(s): [[]] |

| 11 de noviembre de 2025 | Albania | vs.     | Países Bajos |                  |                  |
|                         |         | Reporte |              | Árbitro(s): [[]] | Árbitro(s): [[]] |

| 14 de noviembre de 2025 | Croacia | vs.     | Albania |                  |                  |
|                         |         | Reporte |         | Árbitro(s): [[]] | Árbitro(s): [[]] |

| 14 de noviembre de 2025 | Países Bajos | vs.     | Kazajistán |                  |                  |
|                         |              | Reporte |            | Árbitro(s): [[]] | Árbitro(s): [[]] |

| 17 de noviembre de 2025 | Países Bajos | vs.     | Croacia |                  |                  |
|                         |              | Reporte |         | Árbitro(s): [[]] | Árbitro(s): [[]] |

| 17 de noviembre de 2025 | Kazajistán | vs.     | Albania |                  |                  |
|                         |            | Reporte |         | Árbitro(s): [[]] | Árbitro(s): [[]] |

### Grupo 9
País anfitrión: 
| Equipo     | Pts | PJ | PG | PE | PP | GF | GC | Dif | Situación      |
| ---------- | --- | -- | -- | -- | -- | -- | -- | --- | -------------- |
| Francia    | 0   | 0  | 0  | 0  | 0  | 0  | 0  | 0   | Ronda 2 Liga A |
| Israel     | 0   | 0  | 0  | 0  | 0  | 0  | 0  | 0   | Ronda 2 Liga A |
| Rumania    | 0   | 0  | 0  | 0  | 0  | 0  | 0  | 0   | Ronda 2 Liga B |
| Azerbaiyán | 0   | 0  | 0  | 0  | 0  | 0  | 0  | 0   | Ronda 2 Liga B |

| 8 de octubre de 2025 | Francia | vs.     | Azerbaiyán |                  |                  |
|                      |         | Reporte |            | Árbitro(s): [[]] | Árbitro(s): [[]] |

| 8 de octubre de 2025 | Rumania | vs.     | Israel |                  |                  |
|                      |         | Reporte |        | Árbitro(s): [[]] | Árbitro(s): [[]] |

| 11 de octubre de 2025 | Francia | vs.     | Rumania |                  |                  |
|                       |         | Reporte |         | Árbitro(s): [[]] | Árbitro(s): [[]] |

| 11 de octubre de 2025 | Israel | vs.     | Azerbaiyán |                  |                  |
|                       |        | Reporte |            | Árbitro(s): [[]] | Árbitro(s): [[]] |

| 14 de octubre de 2025 | Israel | vs.     | Francia |                  |                  |
|                       |        | Reporte |         | Árbitro(s): [[]] | Árbitro(s): [[]] |

| 14 de octubre de 2025 | Azerbaiyán | vs.     | Rumania |                  |                  |
|                       |            | Reporte |         | Árbitro(s): [[]] | Árbitro(s): [[]] |

### Grupo 10
País anfitrión: 
| Equipo     | Pts | PJ | PG | PE | PP | GF | GC | Dif | Situación      |
| ---------- | --- | -- | -- | -- | -- | -- | -- | --- | -------------- |
| Suiza      | 0   | 0  | 0  | 0  | 0  | 0  | 0  | 0   | Ronda 2 Liga A |
| Eslovaquia | 0   | 0  | 0  | 0  | 0  | 0  | 0  | 0   | Ronda 2 Liga A |
| Bulgaria   | 0   | 0  | 0  | 0  | 0  | 0  | 0  | 0   | Ronda 2 Liga B |
| San Marino | 0   | 0  | 0  | 0  | 0  | 0  | 0  | 0   | Ronda 2 Liga B |

| 28 de octubre de 2025 | Suiza | vs.     | San Marino |                  |                  |
|                       |       | Reporte |            | Árbitro(s): [[]] | Árbitro(s): [[]] |

| 28 de octubre de 2025 | Bulgaria | vs.     | Eslovaquia |                  |                  |
|                       |          | Reporte |            | Árbitro(s): [[]] | Árbitro(s): [[]] |

| 31 de octubre de 2025 | Suiza | vs.     | Bulgaria |                  |                  |
|                       |       | Reporte |          | Árbitro(s): [[]] | Árbitro(s): [[]] |

| 31 de octubre de 2025 | Eslovaquia | vs.     | San Marino |                  |                  |
|                       |            | Reporte |            | Árbitro(s): [[]] | Árbitro(s): [[]] |

| 3 de noviembre de 2025 | Eslovaquia | vs.     | Suiza |                  |                  |
|                        |            | Reporte |       | Árbitro(s): [[]] | Árbitro(s): [[]] |

| 3 de noviembre de 2025 | San Marino | vs.     | Bulgaria |                  |                  |
|                        |            | Reporte |          | Árbitro(s): [[]] | Árbitro(s): [[]] |

### Grupo 11
País anfitrión: 
| Equipo            | Pts | PJ | PG | PE | PP | GF | GC | Dif | Situación      |
| ----------------- | --- | -- | -- | -- | -- | -- | -- | --- | -------------- |
| Irlanda del Norte | 0   | 0  | 0  | 0  | 0  | 0  | 0  | 0   | Ronda 2 Liga A |
| Finlandia         | 0   | 0  | 0  | 0  | 0  | 0  | 0  | 0   | Ronda 2 Liga A |
| Chipre            | 0   | 0  | 0  | 0  | 0  | 0  | 0  | 0   | Ronda 2 Liga B |
| Armenia           | 0   | 0  | 0  | 0  | 0  | 0  | 0  | 0   | Ronda 2 Liga B |

| 28 de octubre de 2025 | Irlanda del Norte | vs.     | Armenia |                  |                  |
|                       |                   | Reporte |         | Árbitro(s): [[]] | Árbitro(s): [[]] |

| 28 de octubre de 2025 | Chipre | vs.     | Finlandia |                  |                  |
|                       |        | Reporte |           | Árbitro(s): [[]] | Árbitro(s): [[]] |

| 31 de octubre de 2025 | Irlanda del Norte | vs.     | Chipre |                  |                  |
|                       |                   | Reporte |        | Árbitro(s): [[]] | Árbitro(s): [[]] |

| 31 de octubre de 2025 | Finlandia | vs.     | Armenia |                  |                  |
|                       |           | Reporte |         | Árbitro(s): [[]] | Árbitro(s): [[]] |

| 3 de noviembre de 2025 | Finlandia | vs.     | Irlanda del Norte |                  |                  |
|                        |           | Reporte |                   | Árbitro(s): [[]] | Árbitro(s): [[]] |

| 3 de noviembre de 2025 | Armenia | vs.     | Chipre |                  |                  |
|                        |         | Reporte |        | Árbitro(s): [[]] | Árbitro(s): [[]] |

### Grupo 12
País anfitrión: 
| Equipo        | Pts | PJ | PG | PE | PP | GF | GC | Dif | Situación      |
| ------------- | --- | -- | -- | -- | -- | -- | -- | --- | -------------- |
| Portugal      | 0   | 0  | 0  | 0  | 0  | 0  | 0  | 0   | Ronda 2 Liga A |
| Eslovenia     | 0   | 0  | 0  | 0  | 0  | 0  | 0  | 0   | Ronda 2 Liga A |
| Gales         | 0   | 0  | 0  | 0  | 0  | 0  | 0  | 0   | Ronda 2 Liga B |
| Liechtenstein | 0   | 0  | 0  | 0  | 0  | 0  | 0  | 0   | Ronda 2 Liga B |

| 12 de noviembre de 2025 | Portugal | vs.     | Liechtenstein |                  |                  |
|                         |          | Reporte |               | Árbitro(s): [[]] | Árbitro(s): [[]] |

| 12 de noviembre de 2025 | Gales | vs.     | Eslovenia |                  |                  |
|                         |       | Reporte |           | Árbitro(s): [[]] | Árbitro(s): [[]] |

| 15 de noviembre de 2025 | Portugal | vs.     | Gales |                  |                  |
|                         |          | Reporte |       | Árbitro(s): [[]] | Árbitro(s): [[]] |

| 15 de noviembre de 2025 | Eslovenia | vs.     | Liechtenstein |                  |                  |
|                         |           | Reporte |               | Árbitro(s): [[]] | Árbitro(s): [[]] |

| 18 de noviembre de 2025 | Eslovenia | vs.     | Portugal |                  |                  |
|                         |           | Reporte |          | Árbitro(s): [[]] | Árbitro(s): [[]] |

| 18 de noviembre de 2025 | Liechtenstein | vs.     | Gales |                  |                  |
|                         |               | Reporte |       | Árbitro(s): [[]] | Árbitro(s): [[]] |

### Grupo 13
País anfitrión: 
| Equipo     | Pts | PJ | PG | PE | PP | GF | GC | Dif | Situación      |
| ---------- | --- | -- | -- | -- | -- | -- | -- | --- | -------------- |
| Polonia    | 0   | 0  | 0  | 0  | 0  | 0  | 0  | 0   | Ronda 2 Liga A |
| Alemania   | 0   | 0  | 0  | 0  | 0  | 0  | 0  | 0   | Ronda 2 Liga A |
| Luxemburgo | 0   | 0  | 0  | 0  | 0  | 0  | 0  | 0   | Ronda 2 Liga B |

| 8 de octubre de 2025 | Alemania | vs.     | Luxemburgo |                  |                  |
|                      |          | Reporte |            | Árbitro(s): [[]] | Árbitro(s): [[]] |

| 11 de octubre de 2025 | Polonia | vs.     | Alemania |                  |                  |
|                       |         | Reporte |          | Árbitro(s): [[]] | Árbitro(s): [[]] |

| 14 de noviembre de 2025 | Luxemburgo | vs.     | Polonia |                  |                  |
|                         |            | Reporte |         | Árbitro(s): [[]] | Árbitro(s): [[]] |

### Grupo 14
País anfitrión: 
| Equipo   | Pts | PJ | PG | PE | PP | GF | GC | Dif | Situación      |
| -------- | --- | -- | -- | -- | -- | -- | -- | --- | -------------- |
| Grecia   | 0   | 0  | 0  | 0  | 0  | 0  | 0  | 0   | Ronda 2 Liga A |
| Islandia | 0   | 0  | 0  | 0  | 0  | 0  | 0  | 0   | Ronda 2 Liga A |
| Georgia  | 0   | 0  | 0  | 0  | 0  | 0  | 0  | 0   | Ronda 2 Liga B |

| 24 de octubre de 2025 | Islandia | vs.     | Georgia |                  |                  |
|                       |          | Reporte |         | Árbitro(s): [[]] | Árbitro(s): [[]] |

| 27 de octubre de 2025 | Grecia | vs.     | Islandia |                  |                  |
|                       |        | Reporte |          | Árbitro(s): [[]] | Árbitro(s): [[]] |

| 30 de octubre de 2025 | Georgia | vs.     | Grecia |                  |                  |
|                       |         | Reporte |        | Árbitro(s): [[]] | Árbitro(s): [[]] |